# Похвала Дніпру
«Похвала Дніпрові» — вірш Феофана Прокоповича.

## Публікації і переклади
Мовою оригіналу (латинською) вірш «Похвала Дніпрові» вперше був опублікований ще за життя поета у «Lucubrationes illustrissimi ас reverendissimi Theophanis Procopowicz». (Vratislaviae, 1733, c. 166).
Повторну публікацію здійснив Георгій Кониський у складі «Поетики» Феофана Прокоповича «De arte poetica libri III ad usum et institutionem studiosae iuventutis roxolanae. Dictati Kioviae in orthodoxa Academia Mohileana. Anno Domini 1705». — Mohiloviae, 1786).
Латинський оригінал і прозовий переклад російською мовою опублікував І. П. Єрьомін у кн. «Феофан Прокопович. Сочинения» (М. — Л., 1961, с. 265—266, 377—378).
Віршовий переклад українською мовою вперше здійснив В. Д. Литвинов.

## Цікаві факти
Софія Майданська використала цитати з вірша «Похвала Дніпру» в лібрето ораторії «Святий Дніпро» (1992).